# Thesea gracilis
Thesea gracilis is een zachte koraalsoort uit de familie Plexauridae. De koraalsoort komt uit het geslacht Thesea. Thesea gracilis werd in 1868 voor het eerst wetenschappelijk beschreven door Gray. 